# Automotive Navigation Data
AND Automotive Navigation Data (укр. Автомобільні навігаційні дані AND) — одна з небагатьох компаній у світі, яка постачає цифрові картографічні дані для програм на базі GPS . Після придбання Navteq компанією Nokia та Tele Atlas від TomTom, AND є останнім незалежним постачальником цифрових карт. Спочатку компанія зосередилася на регіонах, яких Navteq та Tele Atlas не охоплювали, проте зараз вона охоплює західноєвропейські країни, такі як Німеччина та Нідерланди. Поруч із картами вулиць Західної Європи AND також пропонує маршрутну світову базову карту та карту геокодера для США. Окрім карт для додатків, що базуються на GPS, компанія пропонує карти для географічної інформаційної системи, картографування Інтернету, планування маршруту, розрахунків часової відстані та досліджень оптимізації.
І автомобільні навігаційні дані хочуть стати альтернативою картографуванню на ринку в [PND] (Персональний навігаційний пристрій), смартфонів та Інтернет-ринків. Компанія зареєстрована на NYSE Euronext Amsterdam.

## Історія
І була заснована в 1984 році Гансом Аббінком та Ейко Деккерс. Торгова палата порадила використовувати 'n' для з'єднання першої літери прізвищ засновників для створення назви компанії: І. А, Ганс Аббінк, покинув посаду члена ради директорів І у вересні 2000 року. Протягом багатьох років компанія мала багато дочірніх назв, таких як AND International Publishers NV, AND Data Solutions, AND Publishes тощо. Поточна торгова назва — AND Automotive Navigation Data, хоча компанія зареєстрована під назвою AND International Publishers.
AND International Publishers plc — міжнародна електронна видавнича група з офісом в Оксфорді, Велика Британія та штаб-квартирою в Роттердамі, Нідерланди — отримала лістинг AIM 30 липня 1996 року та список бірж Амстердаму 12 грудня 1996 року. 10 листопада 1997 року компанії оголосили про намір стати голландською публічною компанією. Лістинг на AIM було припинено в 1998 році для виведення на Амстердамську фондову біржу. Акції AND International Publishers NV розпочали торгівлю 15 травня 1998 року.
Кінець дев'яностих І Міжнародні видавництва прагнули міцно закріпитися на передових позиціях у забезпеченні вмісту, а також навичок електронного видавництва та передових технологій. І зосередила свою діяльність у Нідерландах, Великій Британії, Німеччині та Сполучених Штатах Америки. І виробничі потужності були розташовані в Ірландії та Індії. Компанія спеціалізується на чотирьох ключових сферах:
1. розробка та ведення баз даних, що моделюють аспекти світу
2. розробка передової у галузі технології стиснення та індексування для використання цих моделей даних
3. електронні публікації на основі цих наборів даних та технологій
4. ідентифікація та класифікація